# Tarik Moree
 (février 2019).
Si vous disposez d'ouvrages ou d'articles de référence ou si vous connaissez des sites web de qualité traitant du thème abordé ici, merci de compléter l'article en donnant les références utiles à sa vérifiabilité et en les liant à la section « Notes et références ».
Tarik Moree, né le 7 juin 1996 aux Pays-Bas,,, est un acteur néerlandais.

## Filmographie

### Cinéma et téléfilms
- 2011 : Seinpost Den Haag (nl) : Wes
- 2014 : Helium : Odin de Groot
- 2014 : Toen was geluk heel gewoon (nl) : Japie Stokvis
- 2014 : Gameboy : Tarik
- 2016 : Prédateur : Le garçon dans le tunnel de bicyclette
- 2016 : Tonio (nl) : Jim
- 2017 : Modèle:Limburgia : Huub Willems
- 2018 : Ware : Mickey de Bie
- 2018 : Zuidas : Deux rôles (Igor Vroesjnik et le concepteur d'applications)
- 2018 : Doris : Willem
- 2018 : Dromers : Sjaak
- 2018 : Spuit Elf : Bruno